# Grupos de valoración especial
Los grupos de valoración especial, grupos artificiales, valores irregulares, o simplemente grupillos, en música son grupos de figuras que toma una duración diferente (mayor o menor) de la que representan como grupo natural.
En principio es posible cualquier tipo de división de la unidad rítmica, siempre y cuando derive en figuras ya existentes. Esto se llama división natural.
Por el contrario, cuando la división se obtiene por medio de figuras no derivadas de las figuras habituales - sino por grupos artificiales - se llama división artificial.
Los grupos artificiales son:
- Dosillo
- Tresillo
- Cuatrillo
- Cinquillo
- Seisillo
- Septillo
- Octillo
- Oncillo

- Datos: Q2092296
- Multimedia: Tuplet / Q2092296